# John Miles
John Ethrington, más conocido como John Miles (Tyne y Wear, 23 de abril de 1949 - Newcastle upon Tyne, 5 de diciembre de 2021) fue un cantautor, guitarrista y tecladista inglés.
Es especialmente conocido por su hit Music, del año 1976 que alcanzó el top 3 de las listas del Reino Unido, además del Top 10 en varias otras listas del mundo

## Carrera
En su juventud, Miles fue miembro de una banda local denominada The Influence (‘la influencia’, en español), de la cual también eran miembros
Paul Thompson (posteriormente baterista de Roxy Music) y
Vic Malcolm (luego guitarrista de Geordie).
También formó su propia banda denominada The John Miles Set antes de comenzar su carrera solista en 1971.
Durante la década de 1970 lanzó dieciocho sencillos y cuatro álbumes de estudio, entre los que se podrían mencionar Rebel (1976), Stranger In The City (1977) y Zaragon (1978). Sin embargo, Miles tuvo mayor éxito con sus sencillos: además de Music, Highfly (1975), Remember Yesterday (1976) y Slow Down (1977) también alcanzaron buenas posiciones en las listas. Muchas de sus canciones fueron coescritas en conjunto con su bajista Bob Marshall. "Slow Down" apareció en la película Players (1979) protagonizada por Ali MacGraw y Dean Paul Martin.
Entre 1976 y 1977 hizo varias apariciones en el programa de televisión británico "Supersonic".
En los años 1980 continuó grabando y haciendo giras. En 1983, una nueva radio del sur de Inglaterra utilizó partes de su tema "Music" como cortina musical, costumbre que se repetiría en varios programas radiales alrededor del mundo, en el caso de la televisión, se usó como cortina musical del programa Más música de Canal 13 de Chile, y en Argentina se usó para el programa periodístico Mónica presenta.
Miles ha hecho giras con Tina Turner desde 1987, remplazando frecuentemente a Bryan Adams cuando este no se hallaba disponible. Miles es también cantante frecuente en varios temas de The Alan Parsons Project. Apareció también en el álbum Outrider (1988), de Jimmy Page.
Durante fines de los años 1980 y los años 1990, Miles tocó en varios álbumes de Tina Turner y también tocó el órgano Hammond en el álbum de Joe Cocker, Night calls (1992). 
En 2002, lanzó el DVD John Miles - Live in concert. En 2007, dio un concierto junto a la banda alemana Pur, en la ciudad de Gelsenkirchen (Alemania).
Desde octubre de 2008 y hasta fines de abril de 2009 salió de gira nuevamente junto a Tina Turner, por América y Europa.

## Vida personal y muerte
Miles murió el 5 de diciembre de 2021 tras una breve enfermedad, a la edad de 72 años, y le sobrevivió su esposa de casi 50 años, Eileen. Su hijo, John Miles Jr., también es músico; nacido en Londres, tocó con bandas como Milk Inc., Sylver, The Urge y Fixate.

## Discografía
- Rebel (1976)
- Stranger in the city (1977)
- Zaragon (1978)
- More miles per hour (1979)
- Sympathy (1980)
- Miles high (R. U.) (1981)
- Miles high (EE. UU.) (1981)
- John Miles' music (1982) (recopilación)
- Play on (1983)
- Transition (1985)
- John Miles live in concert (1992) (recopilación) (concierto)
- Anthology (1993) (recopilación)
- Upfront (1993)
- Master series (1998) (recopilación)
- Tom and Catherine (1999) (musical)
- Millennium edition (1999) (recopilación)
- John Miles - His very best (2000) (recopilación)
- John Miles - Live in concert (2002) (DVD) (recopilación) (concierto)